# Anthurium microspadix
Anthurium microspadix är en kallaväxtart som beskrevs av Heinrich Wilhelm Schott. Anthurium microspadix ingår i släktet Anthurium och familjen kallaväxter. Inga underarter finns listade.